# Karel Čapek
Karel Čapek ([ˈkarɛl ˈtʃapɛk]  ouvir ? · ficheiro, Malé Svatoňovice, 9 de Janeiro de 1890 – Praga, 25 de Dezembro de 1938) foi um escritor tcheco. Junto de seu irmão, Josef Čapek, foi o criador e divulgador da palavra robot.

## Biografia

### Primeiros anos
Karel Čapek nasceu em 1890 na aldeia de Malé Svatoňovice nas montanhas da Boêmia. Seis meses após seu nascimento, a família Čapek mudou-se para sua própria casa em Úpice. Seu pai, Antonín Čapek, trabalhava como médico na fábrica têxtil local. Antonín era uma pessoa muito ativa; além de seu trabalho como médico, também co-financiou o museu local e foi membro do conselho municipal. Apesar de se opor às visões materialistas e positivistas de seu pai, Karel Čapek amava e admirava seu pai, mais tarde chamando-o de "um bom exemplo... da geração de despertadores nacionais". A mãe de Karel, Božena Čapková, era dona de casa. Ao contrário de seu marido, ela não gostava da vida no campo e sofria de uma longa depressão. Apesar disso, ela colecionava e registrava assiduamente o folclore local, como lendas, canções e histórias. Karel era o caçula de três irmãos. Manteria uma relação especialmente próxima com seu irmão Josef, um pintor de grande sucesso, vivendo e trabalhando com ele durante toda a sua vida adulta. Sua irmã, Helena Čapková (1868-1961), era uma pianista talentosa que mais tarde se tornou escritora e publicou várias memórias sobre Karel e Josef.
Depois de concluir o ensino fundamental em Úpice, Karel mudou-se com sua avó para Hradec Králové, onde começou a frequentar o ensino médio. Dois anos depois, a escola o expulsou por participar de um clube ilegal de estudantes. Čapek mais tarde descreveu o clube como uma "sociedade anarquista não assassina". Após este incidente, ele se mudou para Brno com sua irmã e tentou terminar o ensino médio lá, mas dois anos depois mudou-se novamente, para Praga, onde terminou o ensino médio na Escola de Gramática Acadêmica em 1909. Durante sua adolescência Čapek se apaixonou pelas artes visuais, especialmente o cubismo, que influenciou sua escrita posterior. Depois de terminar o colegial, ele estudou filosofia e estética em Praga na Universidade Carolina, mas também passou algum tempo na Universidade Humboldt de Berlim e na Universidade Sorbonne em Paris. Ainda estudante universitário, escreveu algumas obras sobre arte e literatura contemporâneas. Graduou-se com doutorado em filosofia em 1915.

### Primeira Guerra Mundial e período entre guerras
Dispensado do serviço militar devido aos problemas de coluna que o perseguiriam por toda a vida, Čapek observou a Primeira Guerra Mundial de Praga. Suas opiniões políticas foram fortemente afetadas pela guerra e, como jornalista iniciante, começou a escrever sobre temas como nacionalismo, totalitarismo e consumismo.
Através dos círculos sociais, o jovem autor desenvolveu relações estreitas com muitos dos líderes políticos do nascente estado da Tchecoslováquia, incluindo Tomáš Masaryk, patriota tcheco e o primeiro presidente do país, e o seu filho Jan Masaryk, que mais tarde se tornaria ministro das Relações Exteriores. Tomáš Masaryk era um convidado regular nos encontros dos "Homens da sexta-feira" (Pátečníci, círculo de políticos e intelectuais) que runiam-se no jardim de Čapek nas sextas-feiras. Čapek também era membro da rede política Hrad de Masaryk. Suas conversas frequentes sobre vários tópicos mais tarde serviram de base para o livro de Čapek, Talks with TG Masaryk.
Čapek começou sua carreira de escritor como jornalista. Com seu irmão Josef, trabalhou como editor do jornal tcheco Národní listy (O Jornal Nacional) de outubro de 1917 a abril de 1921. Ao sair, ele e Josef se juntaram à equipe do Lidové noviny (O Jornal do Povo) em abril 1921.
As primeiras tentativas de Čapek na ficção foram contos e peças em sua maior parte escritas com seu irmão Josef. O primeiro sucesso internacional de Čapek foi R.U.R., um trabalho distópico sobre um dia trágico numa fábrica tomada por androides sencientes. A peça foi publicada em 1920 pela editora Aventium, estreando nos palcos do Teatro Nacional de Praga em 25 de janeiro de 1921. Foi traduzida para o inglês em 1922 e estava sendo apresentada no Reino Unido e nos Estados Unidos em 1923. Ao longo da década de 1920, Čapek trabalhou em muitos gêneros de escrita, produzindo ficção e não ficção, mas trabalhou principalmente como jornalista. Na década de 1930, o trabalho de Čapek concentrou-se na ameaça de ditaduras nacional-socialistas e fascistas brutais; em meados da década de 1930, Čapek tornou-se "um antifascista declarado". Ele também se tornou um membro do clube internacional PEN. Estabelecido, foi o primeiro presidente do PEN da Tchecoslováquia.
|                                                     |                |                     |                               |
| Irmãos Čapek em 1927: Karel e Josef (de pé, atrás). | Helena Čapková | Olga Scheinpflugová | Um manuscrito de Karel Čapek. |

### Vida tardia e morte
Em 1935, Karel Čapek casou-se com a atriz Olga Scheinpflugová (1902-1968), depois de um longo relacionamento. Em 1938 ficou claro que os aliados ocidentais, nomeadamente a França e o Reino Unido, não cumpririam o acordo de Munique e recusaram-se a defender a Tchecoslováquia contra a Alemanha Nazista. Embora tenha sido oferecida a chance de ir para o exílio na Inglaterra, Čapek recusou-se a deixar seu país - mesmo que a Gestapo o tenha nomeado "inimigo público número dois". Enquanto reparava os danos causados pelas inundações na casa de verão da sua família em Stará Huť, contraiu um resfriado comum. Como ele havia sofrido toda a sua vida de espondiloartropatia e também era um fumante inveterado, Karel Čapek morreu de pneumonia, em 25 de Dezembro de 1938.
Surpreendentemente, a Gestapo não estava ciente de sua morte. Vários meses depois, logo após a ocupação da Tchecoslováquia, agentes nazistas foram à casa da família Čapek em Praga para prendê-lo. Ao descobrir que ele já estava morto há algum tempo, eles prenderam e interrogaram sua esposa Olga. Seu irmão Josef foi preso em Setembro e acabou morrendo no campo de concentração de Bergen-Belsen em Abril de 1945. Karel e Olga estão sepultados no cemitério Vyšehrad, em Praga. A lápide traz a seguinte inscrição: 
«Aqui teria sido sepultado Josef Čapek, pintor e poeta. Túmulo distante.» 
|                                                                             |                                                                 |                                                                  |
| Túmulo de Karel Čapek e Olga Scheinpflugová no Cemitério Vyšehrad em Praga. | Monumento do escultor Pavel Opočenský, na Praça da Paz (Praga). | Dvojdům bratří Čapků: casa preservada dos Irmãos Čapek em Praga. |

## Obra

### Origem da palavra "Robô"
Em 1920, Capek escreveu a peça de teatro R.U.R. iniciais de Rosumovi Univerzální Roboti ("Robôs Universais Rossum"). A peça conta a história de um cientista brilhante, chamado Rossum, que desenvolve uma substância química similar ao protoplasma. Ele utiliza essa substância para a construção de humanoides (robôs), com o intuito de que estes sejam obedientes e realizem todo o trabalho físico. Anos após sua criação, os robôs revoltam-se contra os humanos.
R.U.R. trouxe para a ficção científica a palavra "robô", a partir de robota, que, em tcheco e outras línguas eslavas, pode significar trabalho forçado, exercido de forma compulsória ou trabalho escravo. Em dúvida sobre como nomear os "trabalhadores artificiais" de sua peça, Karel Čapek imaginou denominá-los labori (do latim, labor = "trabalho") mas, decidiu chamá-los de "Robôs", nome sugerido por seu irmão, Josef Čapek (1887-1945)  (ver: Irmãos Čapek).
O escritor e divulgador científico Isaac Asimov criticou negativamente a peça, embora reconhecesse seu mérito pela criação da palavra robô.  
Asimov criou as Três Leis da Robótica   para evitar revoltas das máquinas, como a mostrada em R.U.R. (ver: Rebelião das máquinas). 
No Brasil a peça foi lançada em 2012, pela editora Hedra, com o título A Fábrica de Robôs. O autor de ficção científica Rogério Pietro fez uma tradução de R.U.R., com o título RUR: Robôs Universais de Rossum, lançada pela editora Madrepérola em 2021, através de financiamento coletivo. Além da peça de teatro, esta edição trouxe pela primeira vez uma adaptação de RUR para o gênero narrativo, um romance. Esta tradução de R.U.R. para a língua portuguesa foi feita diretamente do manuscrito original na língua tcheca.
|                                                                    |                       |                                                                                |
| Capa da primeira edição de R.U.R. publicada pela Aventium em 1920. | Poster da peça R.U.R. | Cena do 3º Ato de R.u.R., encenado pelo Theatre Guild de Nova Iorque, em 1922. |

### Outras obras
Outras de obras suas são A Guerra das Salamandras, espécie de fábula acerca da descoberta de uma espécie de salamandras dotadas de elevada inteligência e que são escravizadas pelos humanos, numa visão extremamente crítica do capitalismo, da ciência e de diversos aspectos do mundo contemporâneo. Suas Histórias Apócrifas são uma série de contos baseados em fatos reais ou pretensamente reais, mas nos quais o autor inventa e insere "variantes" bastante irônicas, tal como ocorre num dos contos, no qual um padeiro de Jerusalém conversava com um amigo, dizendo que estava atraído pelos ensinamentos do rabi Jesus, mas que tinha desistido de tal atitude, após descobrir que o rabi teria algo contra os padeiros, uma vez que teria promovido o milagre da multiplicação dos pães e peixes e criado grande prejuízo para todos os padeiros.

Čapek também dedicou-se à  literatura infantil, com Dachenca: a história de uma cachorrinha, que narra carinhosamente a história de uma pequena cadela Fox Terrier, chamada Dachenca. A história é muito bem humorada e inteligente, além de ser enriquecida com desenhos da cachorrinha, feitos pelo próprio autor.

## Homenagens
Em 22 de agosto de 1969, o astrônomo tcheco Luboš Kohoutek descobriu um asteroide e, em homenagem ao escritor, batizou-o 1931 Capek.